# Метсимотлхабе (река)
Метсимотлхабе (англ. Metsimotlhabe) — река в округе Квененг Ботсваны, приток Нотвани.

## География
Река Метсимотлхабе — самая крупная река в округе Квененг в Ботсване, которая впадает к югу от столицы округа села Молепололе в Нотвани бассейна Лимпопо. Название «Metsimotlhabe» означает «река водного песка».
В 1990—1991 годах на реке была сооружена плотина Бокаа-Дам к югу от деревни Бокаа. Метсимотлхабе окружена песчаным велдом с сухими долинами с поверхностным дренажем, которые редко несут поверхностные воды. Выработка песка из русла реки вызвало проблемы в результате снижения уровня грунтовых вод и приводила к гибели окружающей растительности. Добыча песка является важной экономической деятельностью в Квененге. Спрос был высоким из-за бума жилищного строительства в 2010-е годы.